# Marc Selis
Marc Selis, né le 27 juillet 1949 à Etterbeek et mort le 1er septembre 2019 à Anderlecht, est un joueur belge de Scrabble. Il est le premier joueur à avoir remporté le championnat du monde de Scrabble deux fois, et reste parmi les sept joueurs l'ayant remporté plus d'une fois en 35 ans. Il était aussi le premier vainqueur du festival de Vichy de Scrabble francophone, un tournoi qui en 2006 était fréquenté par plus de 2 000 joueurs.
Il remporte son premier championnat du monde en 1974 par un seul point d'avance sur Dominique Darmstaedter et par deux points d'avance sur Jean Dubois pendant l'époque de la domination des Belges aux championnats du monde (5 titres en 7 ans entre 1972 et 1978). Les Belges n'ont remporté aucun titre individuel entre 1979 et 1990. Il gagne son deuxième titre en 1976 avec 21 points d'avance sur Michel Charlemagne.
Membre dès 1973 du club de l'Ouest, basé à Ganshoren, Marc Selis opte en 1985 pour le Braine-Trust de Braine-l'Alleud. Il arrête la compétition en 1991.
En juillet 2014, Marc Sélis revient au club du Braine Trust pour y jouer régulièrement mais hors compétition.

## Palmarès
- Champion du monde (1974, 1976);
- Champion du monde par paire (avec Jean-Louis Luyten) (1978);
- Vainqueur du festival de Vichy (1976).